# Corydoras ephippifer
Corydoras ephippifer är en fiskart som beskrevs av Han Nijssen 1972. Corydoras ephippifer ingår i släktet Corydoras och familjen Callichthyidae. Inga underarter finns listade i Catalogue of Life.